# 体育会与文化会
体育会与文化会（体育会と文化会）是日本大学里各课外活动社团的联合组织。

## 概述
体育会是学校内各体育相关社团的联合组织；而文化会则是学校内各文化相关社团的联合组织。一般来说，体育会的组织效率比文化会高。
作为一个事业组织，加入该联盟的各社团应该互相扶持。对于联盟组织的一些活动，应该得到多数会员社团的支持和参与。除了“体育会与文化会”这个名称外，这种联盟还有诸如“同好会自治会”、“俱乐部自治会”、“部活自治会”等名称。此外还有一些具有更高权能的联合，比如学友会。不过需要指出的是，学友会的活动不局限校内。
在日本传统大学里，“体育会”或“文化会”的名字是有所不同的。比如，在东京大学里，体育类社团的联合组织就名叫“运动会”；而在其他大学，也有用“体育局”、“文化局”来称呼的。而随着社会和教育的发展，这种简单的两种分类方法也在某些大学里受到质疑，例如音乐类社团联合组织就没有归类到上述两个联合组织中。在筑波大学，除了有体育会和文艺社团联合会（文化会）之外，还有艺术社团联合会。
在现代大学里，作为大学里各大学生社团管理的自治社团联合，它往往是学生会的下属机构，成为学生会的一个构成组织。在一些学生数量少、规模比较小的大学里，学生会往往会取代体育会与文化会职权，直接来管理各大社团。

## 组织架构
体育会与文化会的架构基本如下所列。需要指出的是，虽然体育会与文化会是学生会的下属机构，但是体育会与文化会的议事部门和监察部门却不一定隶属学生会的议事部门和监察部门。

### 议事部门
总会（全员大会）
由全体加盟社团的正式成员所组成，其基本职能是制定或废除联盟的相关规定。总会的运行状态在每所大学或每个大学里的社团是良莠不齐的，但是一些大学里还是能做到全员参加，或者透过委托书代理参加。虽然有召开总会的惯例，但是联盟的日常运作和管理其实也不需要总会的召开。
加盟社团代表者会议（部长会、主将会等等）
由全体加盟社团的代表者（例如：社团部长、主将等）所组成，其职责是审议各加盟社团的预算与决算；联盟官员的选举和批准；社团的加入、退出或驱逐；加盟社团的升格或降格等除了由总会决定的事情。由于代表者会议拥有较多较重要的权力，因此对于与会者参与有严格的规定。但是在某些大学里，代表者会议也形同虚设，其职责基本交由代秘书处在处理。

## 相关词条
- 部活 － 课外活动
- 学生会
- 大学 － 短期大学 － 高等教育
- 体育会系